# نخستین حمله یاش–کیشیناو
نخستین تهاجم یاش-کیشیناو (انگلیسی: First Jassy–Kishinev offensive) نام این نبرد از دو منطقه یاش و کیشیناو گرفته شده‌است، مجموعه ای از درگیری‌های نظامی بین ۸ آوریل و ۶ ژوئن ۱۹۴۴ بین نیروهای شوروی و نیروهای محور در جنگ جهانی دوم بود (طبق گفته دیوید گلانتز)،